# Zelotes mosioatunya
Zelotes mosioatunya FitzPatrick, 2007 è un ragno appartenente alla famiglia Gnaphosidae.

## Etimologia
Il nome della specie è la sostantivizzazione del nome locale della località tipo di rinvenimento degli esemplari: in lingua lozi Mosi-oa-Tunya significa il fumo che tuona.

## Caratteristiche
Questa specie appartiene al jocquei group, le cui peculiarità sono: i maschi hanno l'embolus di lunghezza media e la cui base è appena accennata. La piastra dell'epigino femminile è arrotondata ai margini laterali e posteriori. I condotti mediani dell'epigino hanno i bulbi rigonfi anteriormente e spostati dorsalmente.
L'olotipo femminile rinvenuto ha lunghezza totale è di 7,66mm; la lunghezza del cefalotorace è di 3,14mm; e la larghezza è di 2,38mm.

## Distribuzione
La specie è stata reperita nello Zimbabwe settentrionale: l'olotipo femminile è stato rinvenuto nei pressi delle cascate Vittoria, appartenente alla provincia del Matabeleland Settentrionale.

## Tassonomia
Al 2016 non sono note sottospecie e dal 2007 non sono stati esaminati nuovi esemplari.